# Джеймс Ерл Джонс
Джеймс Ерл Джонс (англ. James Earl Jones; 17 січня 1931 — 9 вересня 2024) — американський актор.

## Біографія
Джеймс Ерл Джонс народився 17 січня 1931 року в Аркабулті, штат Міссісіпі. Батько Роберт Ерл Джонс актор, який залишив сім'ю незабаром після народження Джеймса, мати Рут Конноллі, вчитель і покоївки. Джонса виховували його бабуся Меггі Конноллі і дідусь Джон Генрі, які були фермерами. З п'яти років він страждав від сильного заїкання, через що до восьми років майже не розмовляв. Один з учителів коледжу, де навчався Джонс, виявив у хлопчика поетичні здібності і змусив його щодня читати вірші перед однокласниками. Такий метод надав Джеймсу впевненості в собі, і через деякий час він вже виступав публічно, а незабаром став відвідувати заняття з акторської майстерності. Драматичне мистецтво вивчав в Мічиганському університеті і в театрі «American Theatre Wing» у Нью-Йорку
Найбільш відомими ролями Джеймса, є голос Дарта Вейдера з кіносаги Джорджа Лукаса «Зоряні війни», Тулса Дум з фільму «Конан-варвар» (1982), голос Муфаси у мультфільмі «Король Лев» (1994).
12 листопада 2011 року Джеймс Ерл Джонс отримав почесний «Оскар» за внесок у розвиток кіномистецтва.

## Особисте життя
Джеймс Ерл Джонс був двічі одружений: з Жульєн Марі з 1968 по 1972 рік та з Сесілією Гарт з 15 березня 1982 року.

## Фільмографія
| Рік  |     | Українська назва                                                  | Оригінальна назва                                                    | Роль                                       |
| ---- | --- | ----------------------------------------------------------------- | -------------------------------------------------------------------- | ------------------------------------------ |
| 1964 | ф   | Доктор Стрейнджлав, або Як я перестав хвилюватись і полюбив бомбу | Dr. Strangelove or: How I Learned to Stop Worrying and Love the Bomb | летенант Лотар Зогг                        |
| 1967 | ф   |                                                                   | The Comedians                                                        | доктор Жорж Мажіо                          |
| 1970 | ф   |                                                                   | The End of the Road                                                  | доктор Ді                                  |
| 1970 | ф   |                                                                   | The Great White Hope                                                 | Джек Джефферсон                            |
| 1970 | док |                                                                   | King: A Filmed Record... Montgomery to Memphis                       | у ролі самого себе                         |
| 1972 | док |                                                                   | Malcolm X                                                            | оповідач                                   |
| 1974 | ф   |                                                                   | Claudine                                                             | Руперт «Руп» Б. Маршалл                    |
| 1977 | ф   | Зоряні війни. Епізод IV. Нова надія                               | Star Wars                                                            | Дарт Вейдер (голос)                        |
| 1978 | тф  | Зоряні війни: Святковий спецвипуск                                | The Star Wars Holiday Special                                        | Дарт Вейдер (голос)                        |
| 1980 | тф  | Гаянська трагедія: Історія Джима Джонса                           | Guyana Tragedy: The Story of Jim Jones                               | Отець Провісник                            |
| 1980 | ф   | Зоряні війни. Епізод V. Імперія завдає удару у відповідь          | Star Wars: Episode V — The Empire Strikes Back                       | Дарт Вейдер (голос)                        |
| 1982 | ф   | Конан-варвар                                                      | Conan the Barbarian                                                  | Тулса Дум                                  |
| 1982 | ф   | Кривавий приплив                                                  | Blood Tide                                                           | Фрай                                       |
| 1983 | ф   | Зоряні війни. Епізод VI: Повернення джедая                        | Star Wars: Episode VI — Return of the Jedi                           | Дарт Вейдер (голос)                        |
| 1984 | ф   | Межі міста                                                        | City Limits                                                          | Альберт                                    |
| 1986 | ф   | Свій в дошку                                                      | Soul Man                                                             | професор Бенкс                             |
| 1986 | ф   | Аллан Квотермейн та втрачене місто золота                         | Allan Quatermain and the Lost City of Gold                           | Умслопогаас                                |
| 1987 | ф   | Сади каменів                                                      | Gardens of Stone                                                     | сержант Гуді Нельсон                       |
| 1988 | ф   | Поїздка до Америки                                                | Coming to America                                                    | Король Яффі Джоффер                        |
| 1989 | ф   | Кращі з кращих                                                    | Best of the Best                                                     | Френк Кузо                                 |
| 1990 | ф   | Полювання за «Червоним Жовтнем»                                   | The Hunt for Red October                                             | адмірал Грір                               |
| 1990 | ф   | Швидка допомога                                                   | The Ambulance                                                        | лейтенант Спенсер                          |
| 1990 | тф  | На світанку                                                       | By Dawn's Early Light                                                | Еліс                                       |
| 1990 | ф   | Похмурі казки прерій                                              | Grim Prairie Tales: Hit the Trail... to Terror                       | Моррісон                                   |
| 1992 | ф   | Ігри патріотів                                                    | Patriot Games                                                        | адмірал Грір                               |
| 1993 | ф   | Соммерсбі                                                         | Sommersby                                                            | суддя Баррі Конрад Іссакс                  |
| 1994 | ф   | Голий пістолет 33⅓: Остання образа                                | Naked Gun 33⅓: The Final Insult                                      | камео                                      |
| 1994 | мф  | Король Лев                                                        | The Lion King                                                        | Муфаса (голос)                             |
| 1994 | ф   | Пряма і явна загроза                                              | Clear and Present Danger                                             | Адмірал Джеймс Грір                        |
| 1995 | ф   | Суддя Дредд                                                       | Judge Dredd                                                          | оповідач                                   |
| 1995 | ф   |                                                                   | Cry, the Beloved Country                                             | преподобний Стефан Кумало                  |
| 1997 | тф  | Друга громадянська війна                                          | The Second Civil War                                                 | Джим Калла                                 |
| 1997 | ф   | Злочинні зв'язки                                                  | Gang Related                                                         | Артур Бейлор                               |
| 1998 | мф  | Король Лев 2: Гордість Сімби                                      | The Lion King II: Simba's Pride                                      | Муфаса (голос)                             |
| 1999 | мф  | Фантазія-2000                                                     | Fantasia 2000                                                        | у ролі самого себе                         |
| 2005 | мф  | Роботи                                                            | Robots                                                               | скринька в господарському магазині (голос) |
| 2005 | ф   | Зоряні війни. Епізод III: Помста ситхів                           | Star Wars: Episode III — Revenge of the Sith                         | Дарт Вейдер (голос)                        |
| 2006 | док | Земля                                                             | Earth                                                                | оповідач                                   |
| 2006 | ф   | Дуже страшне кіно 4                                               | Scary Movie 4                                                        | оповідач                                   |
| 2006 | ф   | Клік: З пультом по життю                                          | Click                                                                | оповідач                                   |
| 2008 | ф   | Ласкаво просимо додому, Роско Дженкінс                            | Welcome Home Roscoe Jenkins                                          | Роско Дженкінс                             |
| 2009 | ф   |                                                                   | Jack and the Beanstalk                                               | гігант (голос)                             |
| 2013 | ф   |                                                                   | Gimme Shelter                                                        | Френк                                      |
| 2014 | ф   | Цього ранку у Нью-Йорку                                           | The Angriest Man in Brooklyn                                         | Рубен                                      |
| 2016 | ф   | Бунтар Один. Зоряні Війни. Історія                                | Rogue One: A Star Wars Story                                         | Дарт Вейдер (голос)                        |
| 2018 | ф   |                                                                   | Warning Shot                                                         | Пендлтон                                   |
| 2019 | мф  | Король Лев                                                        | The Lion King                                                        | Муфаса (голос)                             |
| 2019 | ф   | Зоряні війни: Скайвокер. Сходження                                | Star Wars: The Rise of Skywalker                                     | Дарт Вейдер (голос)                        |
| 2021 | ф   | Поїздка до Америки 2                                              | Coming 2 America                                                     | Джаффе Джоффер                             |
| 2022 | с   | Обі-Ван Кенобі                                                    | Obi-Wan Kenobi                                                       | Дарт Вейдер (голос, 4 епізоди)             |